# Sona Nuriyeva

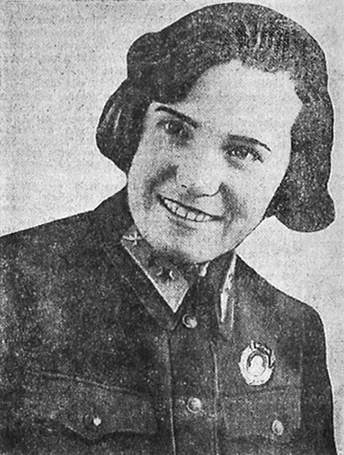
Sona Nuriyeva

Sona Piri qızı Nuriyeva (eingedeutscht Sona Nurijewa; * 15. Dezember 1915 in Baku, Gouvernement Baku, Russisches Kaiserreich; † 1986 ebenda, Aserbaidschanische SSR, UdSSR) war neben Leyla Məmmədbəyova und Züleyxa Seyidməmmədova eine der ersten sowjetisch-aserbaidschanischen Pilotinnen im Zweiten Weltkrieg.

## Leben
Im Jahr 1930 schloss Nuriyeva die allgemeinbildende Mittelschule im Bakuer Stadtteil Əmircan (Ämirdschan) ab. Anschließend erwarb sie eine Fliegerausbildung im Bakuer Fliegerclub.
In den Jahren 1936–1937 war Nuriyeva Pilotin der 222. Fliegerstaffel der Transkaukasischen Direktion der Zivilen Luftflotte der UdSSR, anschließend bis 1943 Pilotin der 19. Fliegerstaffel der Aserbaidschanischen Fliegergruppe und von 1943 bis 1945 Pilotin der 9. Transportfliegerstaffel der Zivilen Luftflotte der UdSSR. Im Zweiten Weltkrieg nahm sie an besonderen Missionen mit Flügen nach Teheran teil. Nuriyeva gehörte zu den ersten Pilotinnen Aserbaidschans und war zudem die erste weibliche Abgeordnete der Aserbaidschanischen SSR. Sie war auch als Pilotin in der Direktion der zivilen Luftfahrt der Aserbaidschanischen SSR tätig.
Ab 1945 flog sie auf internationalen Luftlinien (SBZ, Bulgarien, Jugoslawien, Polen usw.). Von 1949 bis 1968 arbeitete sie am Flughafen Zabrat.
Nuriyeva war Abgeordnete der 1. und 2. Einberufung des Obersten Sowjets der UdSSR. Sie wurde unter anderem mit dem Leninorden sowie dem „Ehrenzeichen der Sowjetunion“ ausgezeichnet.